# Württembergische Fz
Die Dampflokomotiven der Gattung Fz der Königlich Württembergischen Staats-Eisenbahnen waren Zahnradlokomotiven, deren Zahnradtriebwerk für das Befahren von Gleisen mit Zahnstangen System Riggenbach ausgelegt war. Sieben Maschinen (Nr. 591 bis 596 und 599) wurden von der Deutschen Reichsbahn übernommen und 1925 als Baureihe 97.3 in ihren Nummernplan eingeordnet.

## Geschichte
Die ersten vier Exemplare trugen die Namen Achalm, Grafeneck, Lichtenstein und Münsingen und wurden auf der Zahnradbahn Honau–Lichtenstein eingesetzt. Die fünf jüngeren Exemplare fuhren auf der Murgtalbahn zwischen Freudenstadt und Klosterreichenbach. Diese Fahrzeuge hatten im Gegensatz zu den ersten vier ein Verbindungsrohr zwischen den beiden Dampfdomen. Lokomotive Nr. 596 wurde von der Maschinenfabrik Esslingen an der Weltausstellung Paris 1900 ausgestellt.
Die Steuerungsmechanik der inneren Dampfmaschine war derart aufwändig und störanfällig, dass die Loks deswegen bis 1930 von der Deutschen Reichsbahn ausgemustert und verschrottet wurden. Ebenso genügte der Kessel nicht den Anforderungen. Fast regelmäßig musste bei Bergfahrt auf der Zahnstange gehalten werden, da aller Dampf verbraucht war und erst neuer gekocht werden musste.

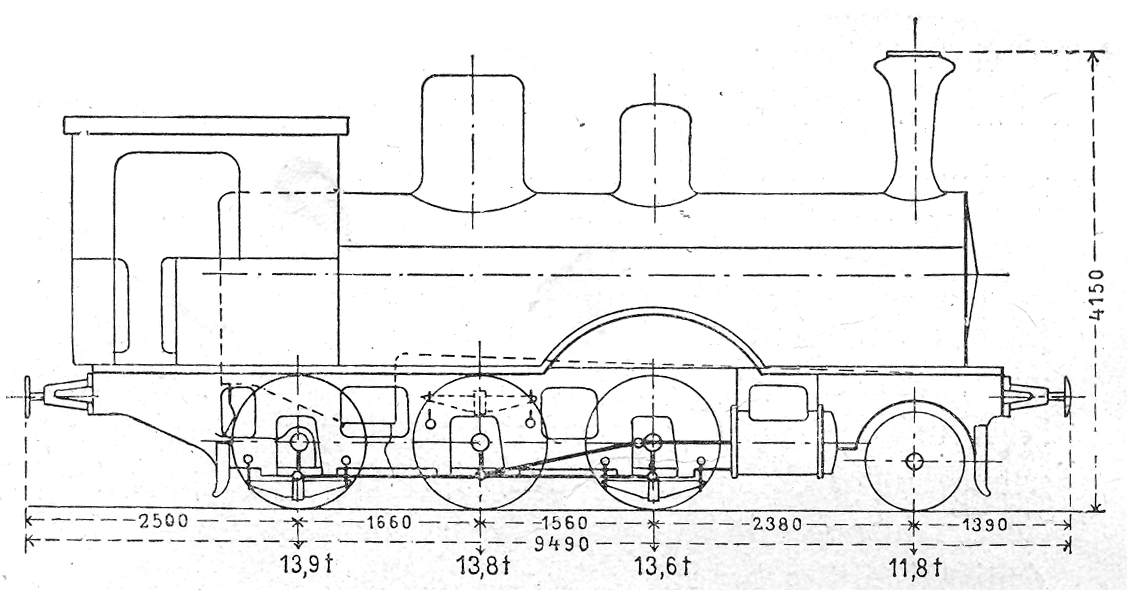
Risszeichnung der Württembergischen Fz

## Technische Merkmale
Kessel und Laufwerk wurden von der Württembergischen F übernommen.
Die Maschinen hatten Zahnräder auf der ersten und zweiten Achse, die von einem dazwischenliegenden kleinen Zahnrad angetrieben wurden. Das kleine Zahnrad selbst wurde von den inneren beiden Zylindern der vierzylindrigen Dampfmaschine angetrieben. Die Maschinen konnten entweder als Verbundmaschine mit aufeinanderfolgendem Heißdampf – Nassdampfbetrieb  oder für größere Leistungen als Vierlingsmaschine mit unmittelbarer Kesseldampfspeisung aller Zylinder gefahren werden.